# IsoRivolta GTZ
IsoRivolta GTZ – samochód sportowy klasy średniej wyprodukowany pod włoską marką IsoRivolta w latach 2020–2021.

## Historia i opis modelu

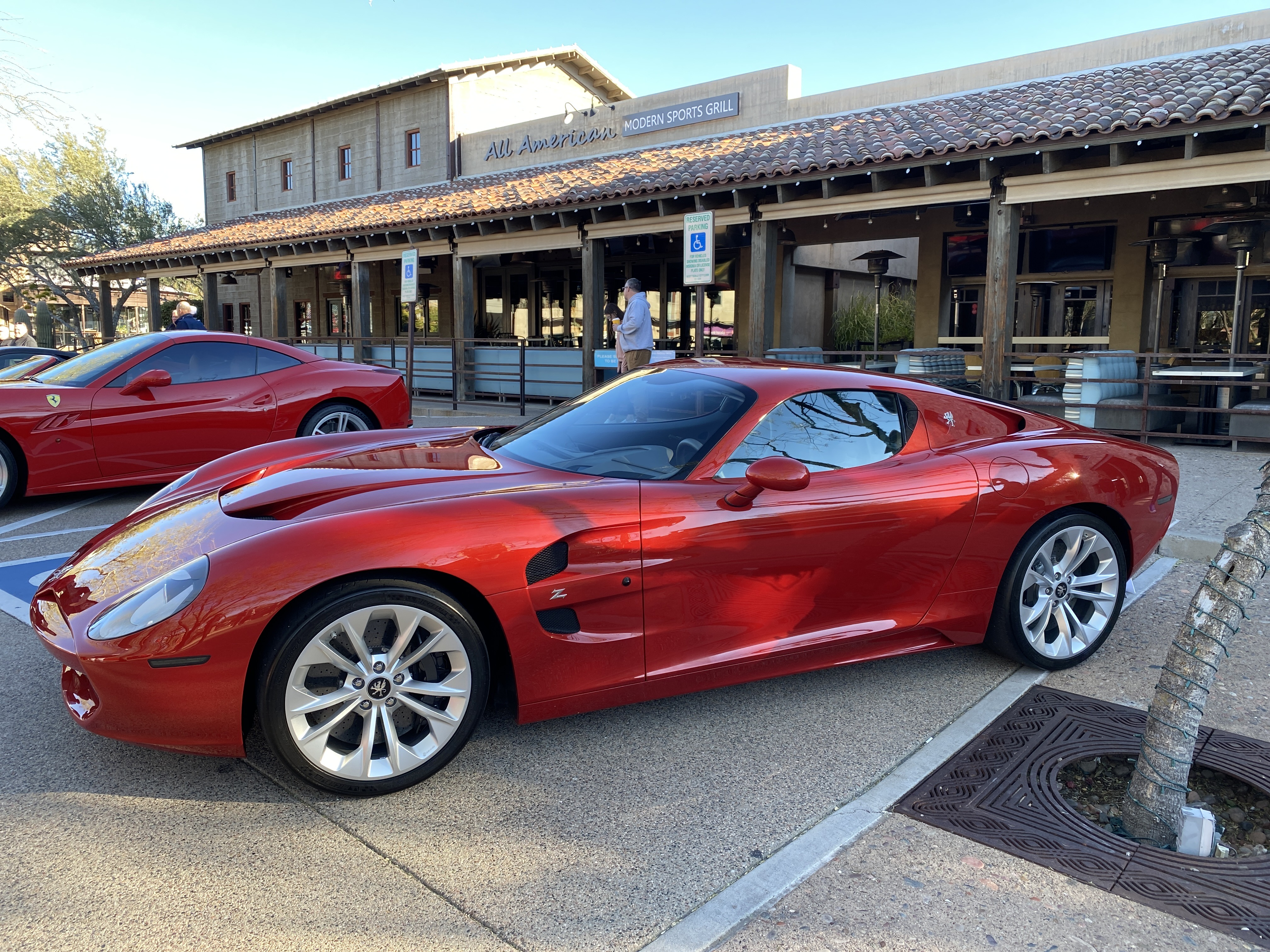
IsoRivolta GTZ – sylwetka

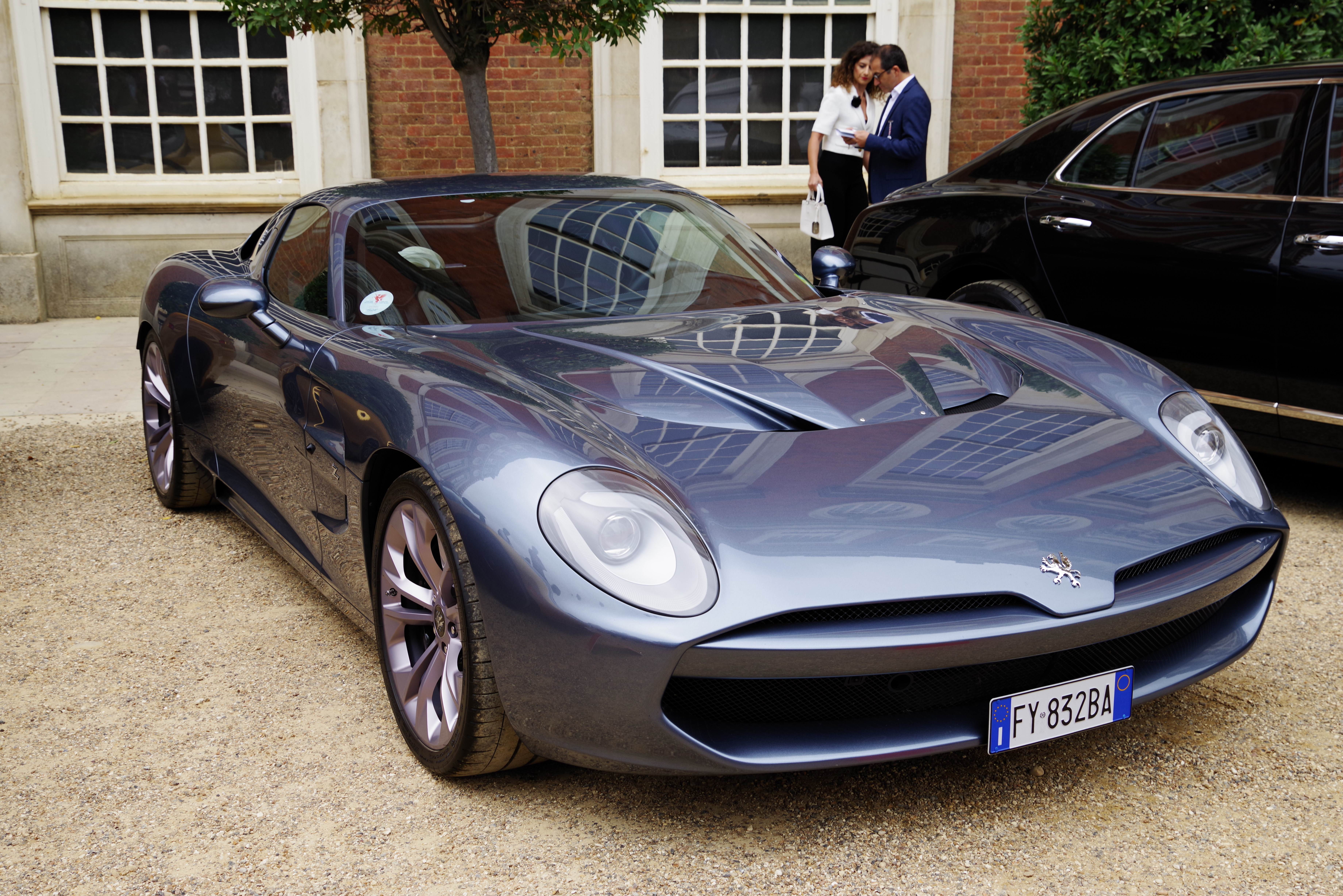
IsoRivolta GTZ - pierwszy egzemplarz

Po zbudowaniu unikatowego prototypu IsoRivolta Zagato Vision Gran Turismo w 2017 roku, włoskie studio projektowe Zagato zaangażowało się w kolejny projekt będący współczesną interpretacją dawnej włoskiej marki Iso. Tym razem, we współpracy z wnuczką założyciela tamtej firmy, Marellą Rivoltą, zbudowano limitowany, seryjny model IsoRivolta GTZ wykorzystujący podzespoły techniczne i płytę podłogową Chevrolet Corvette C7. Do wykonania nadwozia samochodu wykorzystane zostało przynoszące obniżoną masę całkowitą włókno węglowe.
Stylistyka IsoRivolty GTZ autorstwa Andrei Zagato została utrzymana w unikalnej estetyce retro nawiązującej bezpośrednio do klasycznego modelu sportowego Iso Rivolta A3/C. Podłużne, płaskie nadwozie odznaczyło się dużymi, okrągłymi reflektorami, a także obszernym przednim wlotem powietrza.
Do napędu GTZ wykorzystany został pochodzący z pokrewnego technicznie Corvette silnik benzynowy V8 LT4 o pojemności 6,8 litra wzbogacony o mechaniczną sprężarkę. Rozwijająca 660 KM jednostka napędowa osiąga 100 km/h w 3,7 sekundy i osiąga maksymalną prędkość 315 km/h. Napęd przenoszony jest na tylną oś za pomocą automatycznej skrzyni biegów biegów.

### Sprzedaż
IsoRivolta GTZ powstała we włoskich zakładach Zagato w ściśle limitowanej serii ograniczonej do 19 egzemplarzy, które wyprodukowano w spersonalizowanej specyfikacji w cenie po niespełna 1 milion dolarów za każdy z nich. Już w momencie premiery w sierpniu 2020 zadeklarowano, że firma znalazła 9 nabywców, z czego pierwszy z samochodów dla klienta w Szwajcarii został wówczas wyprodukowany.

### Silnik
- V8 6.8l 660 KM GM LT4